# مسجد ابن خيرون
مسجد ابن خيرون أو مسجد الثلاثة أبواب (بيبان باللهجة التونسية)، هو أحد أقدم مساجد القيروان ويعتبر من الشواهد النموذجية عن الفن المعماري الزخرفي الأغلبي. وينسب بناء المعلم لمحمد بن خيرون (سنة 252 هـ / 866 م). يتميز بواجهة منقوشة ومزخرفة وهي أقدم نموذج معروف اليوم.

## الواجهة
والواجهة ذات تركيب محوري تناظري تتكون من ثلاثة أبواب تعلوها ألواح ذات زخارف نباتية وهندسية بالإضافة نقوش مكتوبة بالخط الكوفي البارز حيث تم استعمال الحجر الطري مما أضفى على المعلم رونقا خاصا.

## بيت الصلاة والمئذنة
ويتكون بيت الصلاة من ثلاث بلاطات متوازية مع جدار القبلة وثلاث أساكيب وتتخللها أعمدة ذات تيجان.أما المئذنة والتي تنتصب عند الركن الشمالي فهي مربعة القاعدة تمت إضافتها في العهد الحفصي.

## صور للمسجد

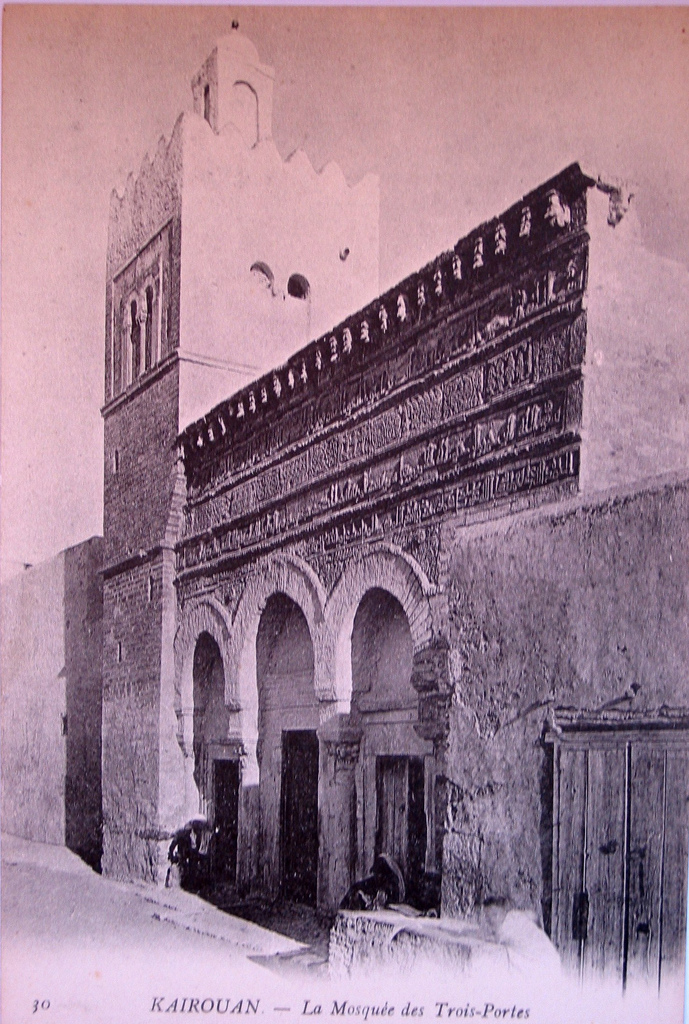
صورة عتيقة للمسجد
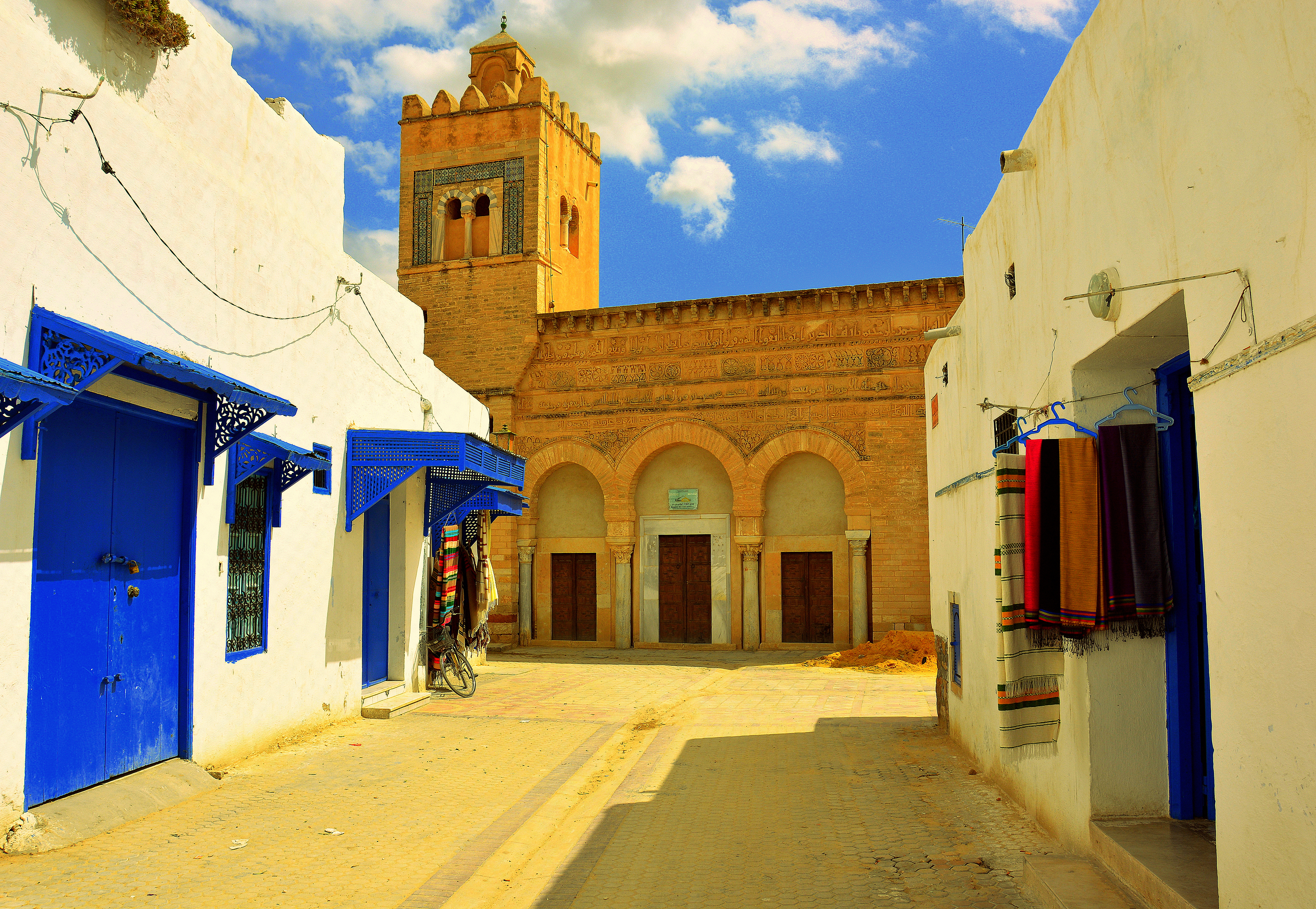
واجهة المسجد
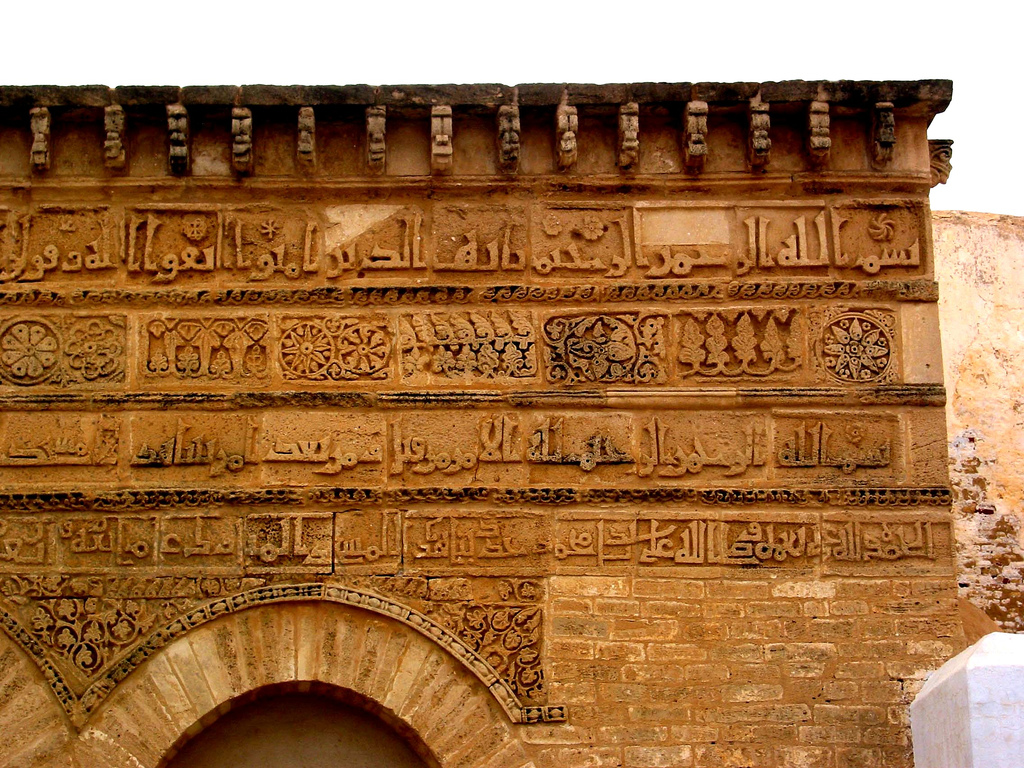
زخارف الواجهة
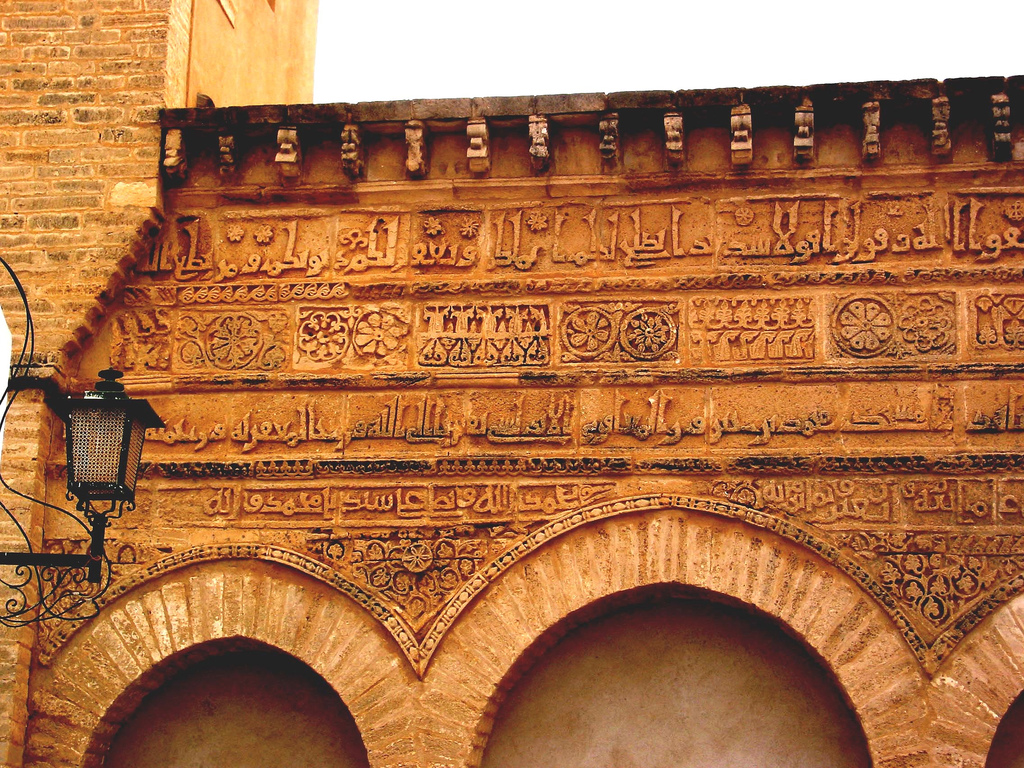
زخارف الواجهة

## وصلات خارجية
- فيديو لمسجد الأبواب الثلاثة على موقع قنطرة.

## مقالات ذات صلة
- قائمة مساجد تونس

1. 1 2  "Wiki Loves Monuments monuments database". 6 نوفمبر 2017.
2. ↑  وصلة مرجع: http://www.docartis.com/Tunisia_Decreti/DECRETS/Pagine/1912_13mars.html.